# 波長頜魚
波長頜魚（学名：Mormyrus subundulatus），為輻鰭魚綱骨舌魚目象鼻魚科的其中一種，被IUCN列為瀕危保育類動物，分布於非洲象牙海岸及迦納的淡水流域，體長可達27.1公分。